# Akihiro Kitamura

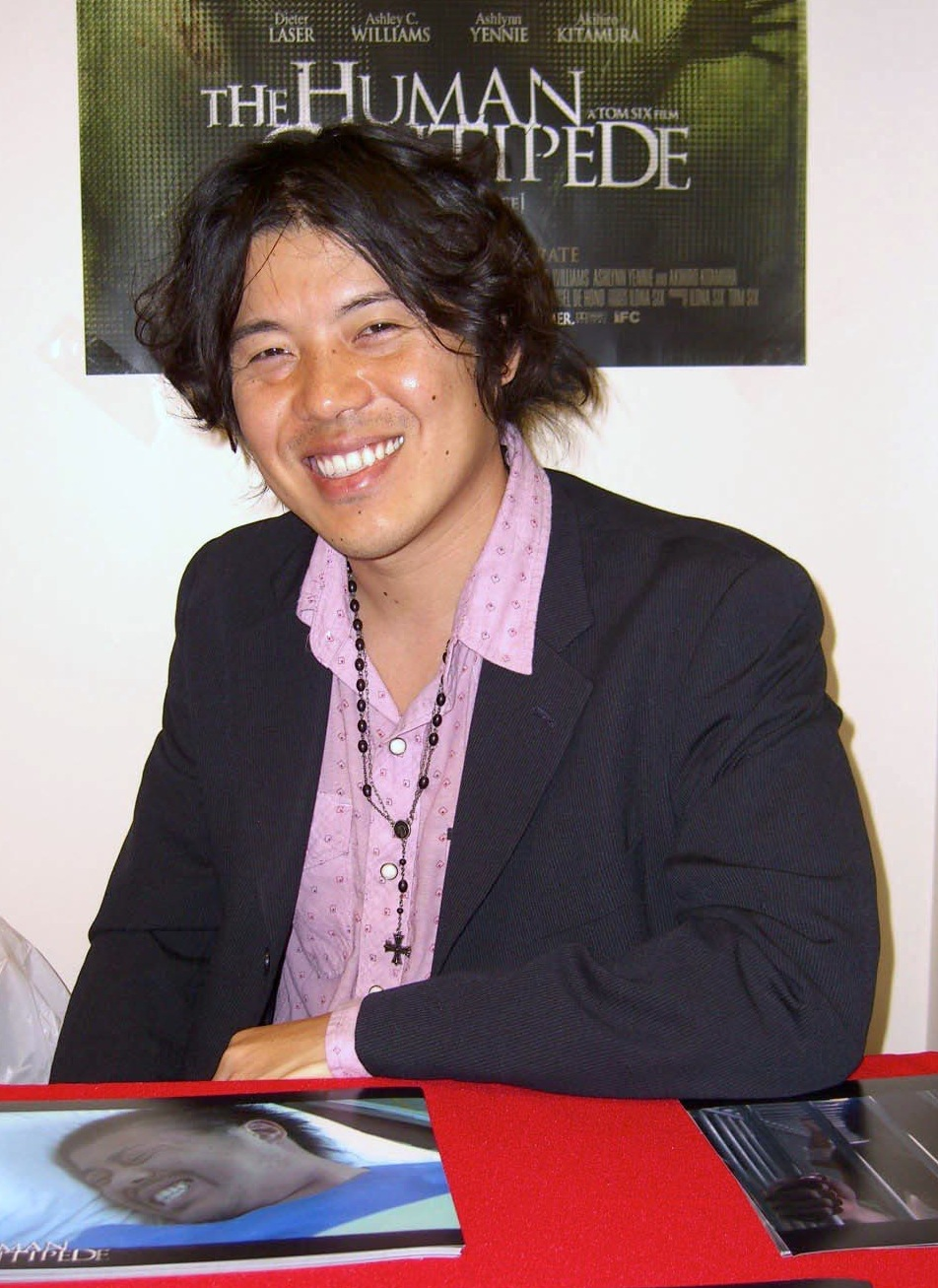
Akihiro Kitamura, 2010

Akihiro Kitamura (jap. 北村 昭博, Kitamura Akihiro; * 26. März 1979 in der Präfektur Kōchi) ist ein japanischer Schauspieler.

## Leben
Nachdem Kitamura in die USA gezogen war, studierte er im Alter von 18 Jahren fünf Jahre am Beverly Hills Playhouse. Weiterhin studierte er an der North Carolina School of the Arts von 1997 bis 1999 und 2001 bis 2004 am Los Angeles City College.

## Karriere
Seine ersten Spielfilme waren Porno und I’ll Be There with You, welche er selbst schrieb und Regie führte.
Im Jahr 2008 erschien Kitamura in einer Reihe von TV-Rollen, einschließlich VH1s New York Goes to Hollywood und MTVs From Gs zu Gents. Er erschien des Weiteren in NBCs Heroes als Tadashi, ein japanischer Geschäftsmann, welcher versucht Selbstmord zu begehen.
2009 spielte er eine der Hauptrollen im kontroversen Film The Human Centipede, in der er einen ausschließlich Japanisch sprechenden jungen Mann spielte.

## Filmografie
- 2004: Porno
- 2006: I’ll Be There with You
- 2007: Blinded by Beauty
- 2009: The Human Centipede
- 2011: Nipples & Palm Trees
- 2012: SR Saitama no Rapper: Roadside no Tōbōsha
- 2013: It’s a Beautiful Day
- 2013: Jigoku de Naze Warui
- 2014: Operation Barn Owl
- 2014: Tokyo Tribe
- 2015: The Human Centipede III (Final Sequence)